# Ajalvir
Ajalvir ist eine zentralspanische Gemeinde (municipio) mit 4.863 Einwohnern (Stand: 2024) im Osten der Autonomen Gemeinschaft Madrid. Es wird angenommen, dass der Name Ajalvir vom arabischen Begriff al-jalaoui abgeleitet ist, was isoliert oder getrennt bedeutet.

## Lage
Ajalvir liegt im Osten der Gemeinschaft Madrid und liegt 26 Kilometer nordöstlich von Madrid und 12 Kilometer von Alcalá de Henares entfernt. Ajalvir grenzt im Norden an Cobeña, im Osten an Daganzo de Arriba, im Westen an Paracuellos de Jarama und im Süden an Torrejón de Ardoz. Die Gemeinde wird direkt durch ihr Zentrum von einem Bach durchquert.

## Bevölkerungsentwicklung
| 1877 | 1900 | 1950 | 1981 | 1991 | 2001 | 2011 |
| ---- | ---- | ---- | ---- | ---- | ---- | ---- |
| 767  | 761  | 735  | 965  | 1309 | 2479 | 4126 |